# Нойербург
Нойербург (нем. Neuerburg) — город в Германии, в земле Рейнланд-Пфальц.
Входит в состав района Айфель-Битбург-Прюм. Подчиняется управлению Нойербург. Население составляет 1530 человек (на 31 декабря 2010 года). Занимает площадь 10,23 км². Официальный код — 07 2 32 088.

## Достопримечательности
- Замок Нойербург

## Персоналии
- Жан-Антуан Циннен (1827—1898), люксембургский композитор, автор национального гимна Люксембурга — родился в Нойербурге

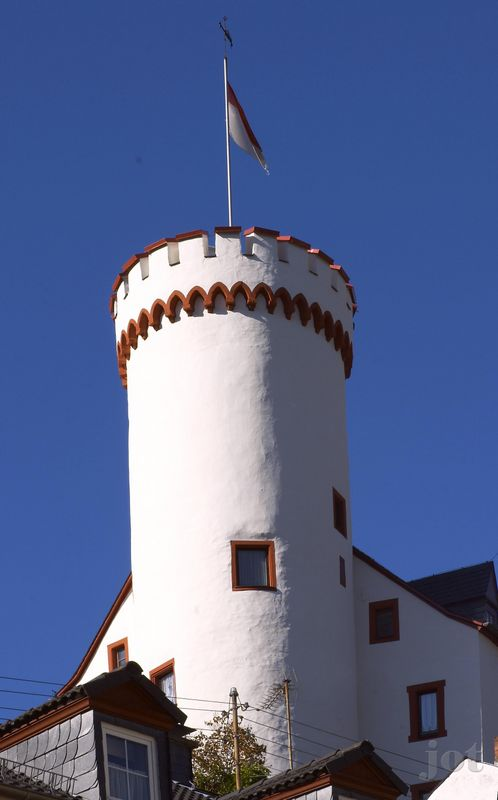
Башня